# Satake Yoshishige
 (佐竹 義重?; 7 marzo 1547 – 19 maggio 1612) è stato un samurai e daimyō giapponese del periodo Sengoku, diciottesimo capo del clan Satake.
Yoshishige (il cui rango era Hitachi no suke) era il figlio maggiore di Satake Yoshiaki (1531-1565) e governava il castello di Oda nella provincia di Hitachi. Il padre, la cui salute andava peggiorando, passò la guida del clan a Yoshishige nel 1562 e morì tre anni dopo.
Yoshishige fu un signore della guerra molto aggressivo e consolidò i possedimenti del clan sulla provincia, combattendo contro altri clan locali, tra cui i clan Ashina, Oda e Naya. Mentre conquistava il castello di Shirakawa dal clan Yūki, la sua preoccupazione principale rimaneva la famiglia Hōjō. Alleato con i clan Satomi e Utsunomiya, resistette all'espansione degli Hōjō nell'est del Kantō per molti anni. Alcune fonti riportano che nella battaglia di Numajiri i Satake, con 20.000 soldati guidati da Yoshishige, sconfissero 80.000 soldati Hōjō grazie all'utilizzo di oltre 8600 fucili a miccia.
Nella metà degli anni 1580, Yoshishige fu coinvolto in una disputa con uno dei signori in ascesa del Mutsu, Date Masamune. Si alleò con gli Ashina ed i Sōma, vecchi nemici dei Satake, e partecipò alla loro guerra contro i Date, con i soldati Satake impegnati nella battaglia di Hitadori (1585).
Yoshishige lasciò ufficialmente la guida del clan nel 1589 a suo figlio Yoshinobu, anche se in realtà continuò a prendere le decisioni più importanti.
I Satake si sottomisero a Toyotomi Hideyoshi e mandarono i loro soldati ad assisterlo nella campagna di Odawara, che terminò con l'assedio del castello di Odawara nel 1590. Quando nel 1600 si delinearono gli schieramenti della battaglia di Sekigahara tra Tokugawa Ieyasu, potente vicino del clan Satake dal 1590, e Ishida Mitsunari, Yoshinobu inizialmente tergiversò. All'inizio decise di schierarsi con Ishida e spedì messaggi a Uesugi Kagekatsu, ma poi esitò e si schierò con i Tokugawa. Dopo la battaglia Yoshishige fu in grado di intercedere con Ieyasu sul destino del figlio Yoshinobu quando quest'ultimo fu punito per l'esitazione iniziale. I Satake furono soltanto trasferiti nel dominio di Kubota (chiamato anche Akita) nel 1602 ed i loro introiti furono dimezzati (da 545.000 a 200.000 koku). Yoshishige visse in seguito nel castello di Rokugo.
Yoshishige era conosciuto per la sua ferocia in battaglia, e portava il soprannome di "Ogre Yoshishige" (鬼義重? Oni Yoshishige). Restano molti aneddoti sulla vita di Yoshishige. Per esempio, si dice che non utilizzasse un futon per dormire, ma semplicemente una stuoia sottile. Probabilmente ebbe questa usanza per l'abitudine a dormire molte notti fuori casa con il suo esercito. Dopo che si trasferì a Rokugo, suo figlio Yoshinobu, preoccupato per il suo comfort nel clima freddo, gli inviò un futon. In segno di rispetto per il figlio, Yoshishige cercò di dormire sul futon, ma si ritrovò incapace di mettersi a proprio agio. Egli quindi tornò alla sua vecchia stuoia.
I suoi figli furono Satake Yoshinobu, Ashina Morishige (Yoshihiro) e Iwaki Sadataka.